# Arenales (Aguadilla)
Arenales es un barrio ubicado en el municipio de Aguadilla en el estado libre asociado de Puerto Rico. En el Censo de 2010 tenía una población de 1983 habitantes y una densidad poblacional de 278,11 personas por km².

## Geografía
Arenales se encuentra ubicado en las coordenadas 18°28′11″N 67°6′26″O / 18.46972, -67.10722. Según la Oficina del Censo de los Estados Unidos, Arenales tiene una superficie total de 7.13 km², de la cual 7.09 km² corresponden a tierra firme y (0.51%) 0.04 km² es agua.

## Demografía
Según el censo de 2010, había 1983 personas residiendo en Arenales. La densidad de población era de 278,11 hab./km². De los 1983 habitantes, Arenales estaba compuesto por el 83.06% blancos, el 4.89% eran afroamericanos, el 0.2% eran amerindios, el 0.1% eran asiáticos, el 9.68% eran de otras razas y el 2.07% pertenecían a dos o más razas. Del total de la población el 98.69% eran hispanos o latinos de cualquier raza.